# Остромордая лягушка
Остромордая лягушка, или болотная лягушка (лат. Rana arvalis) — вид бесхвостых земноводных семейства настоящие лягушки. Широко распространена в Евразии от Франции на западе до Якутии на востоке.

## Внешний вид

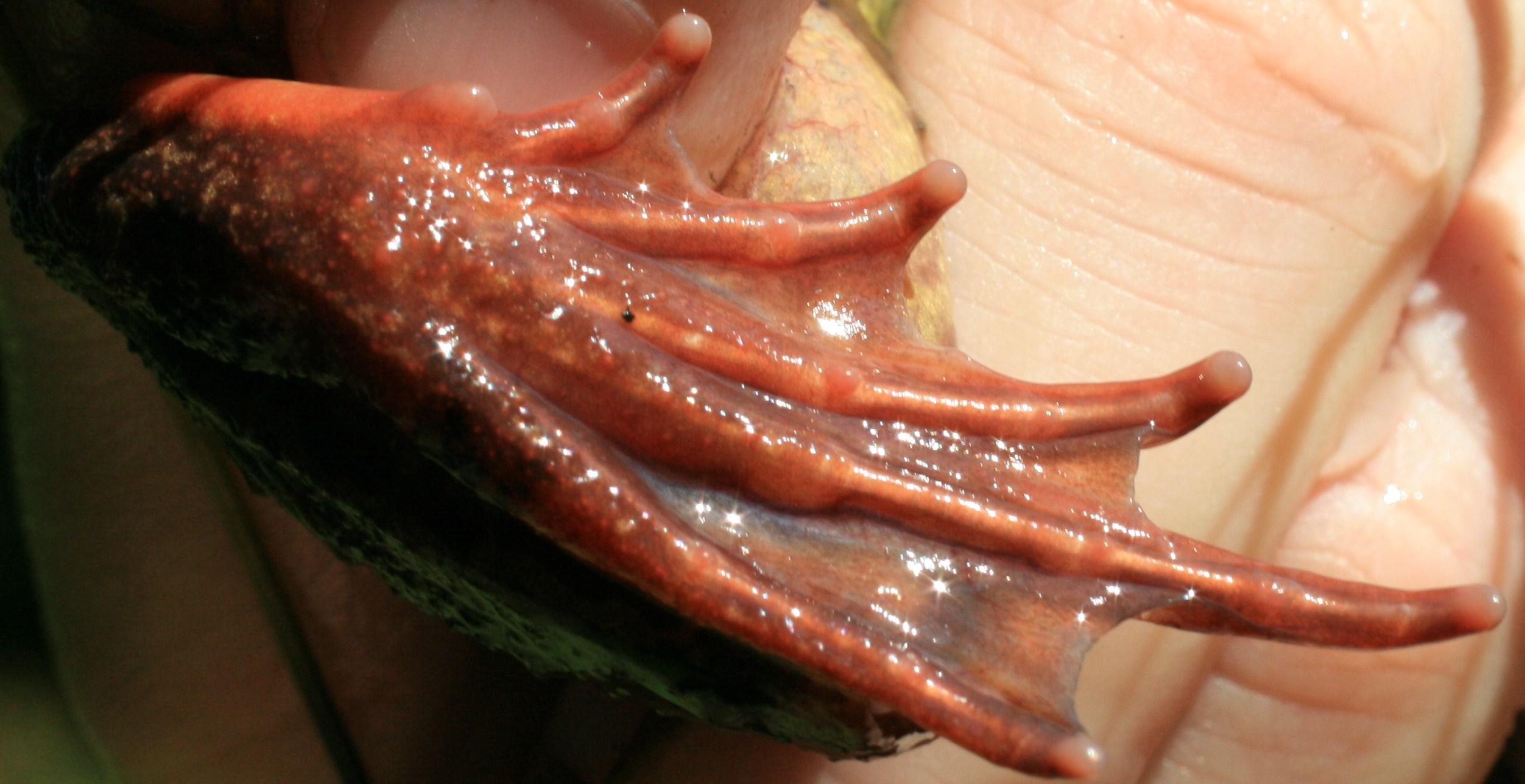
Задняя нога с внутренним пяточным бугром

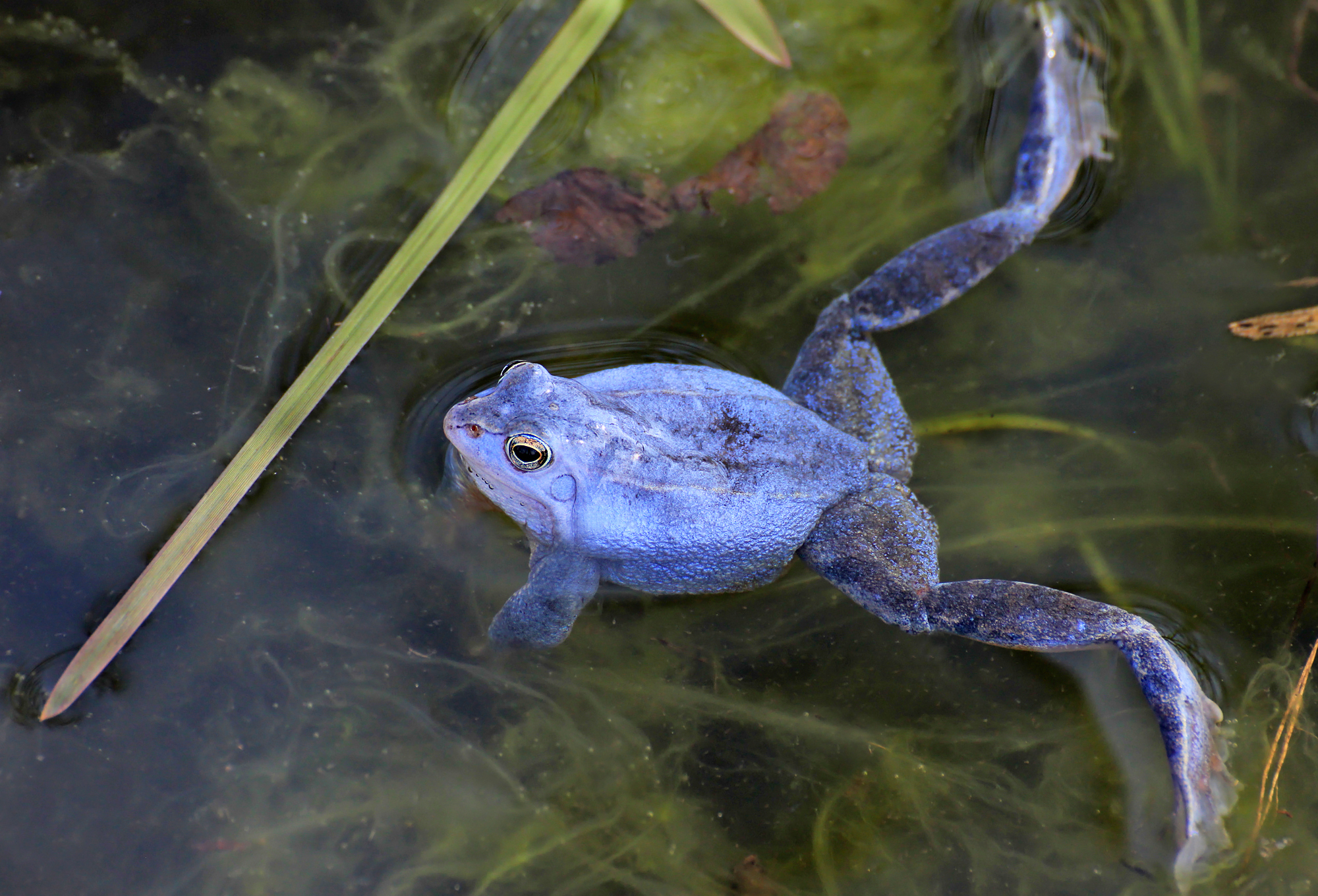
Самец в брачный период

Длина тела 3,6—8,4 см. Морда более или менее заострённая. Голени в 1,9—2,6 раза короче тела. Если их расположить перпендикулярно к продольной оси тела, то голеностопные суставы соприкоснутся или перекроются. Если же заднюю ногу вытянуть вдоль тела, то голеностопный сустав достигнет глаза, ноздри, конца морды или даже несколько выйдет за него. На внутренней стороне задней стопы находится высокий пяточный бугор, в 1,1—2,3 раза короче первого пальца ноги. Кожа на боках и бёдрах гладкая.
От глаз через барабанную перепонку почти до плеч часто идёт тёмное височное пятно, которое постепенно сужается. Спина светло-оливковая, светло-бурая, жёлтая, красновато-кирпичная или тёмно-коричневая. Голова и спина покрыта тёмными пятнами, а на затылке Λ-образное пятно. При этом рисунок на спине может отсутствовать или замещаться мелкими точками. Изредка они принимают форму колец или образуют мозаичный рисунок. По середине спины проходит светлая полоса с чёткими краями, часто достигая середины или конца морды. Брюхо белое или с желтоватым оттенком, без рисунка. На груди или горле могут быть коричневатые или сероватые пятна.
Общий тон окраски тела этих амфибий может меняться в зависимости от температуры, влажности и освещения. В солнечную погоду он заметно светлее. Лягушки, живущие на открытых сухих местах, более светлые по сравнению с теми, которые попадаются в густых и влажных зарослях травы, кустарника, лесах. Остромордой лягушке свойственен полиморфизм по рисунку спины. Окраска нижней части тела резко отличается от верхней. Брюшко и горло обычно белого цвета, нередко с желтоватым оттенком. Самцы в брачный период приобретают серебристо-голубую окраску. На первых пальцах передних конечностей развиваются брачные мозоли для удержания самок.
Очень похожа на травяную лягушку, от которой отличается высоким и крупным пяточным бугром и отсутствием тёмных пятен на брюхе.

## Распространение
Широко распространена в Евразии от западной Франции и Нидерландов до Якутии. Северная граница проходит по южной Швеции, Финляндии, Карелии и северному Уралу. Южная — от северного побережья Адриатического моря через Румынию, Молдову, юг Украины, Ростовскую область, юг Волгоградской области, степной Казахстан до Забайкалья и северо-западной Монголии. Обитает на многих островах Балтийского и Белого морей.
Водится в лесной, лесостепной и степной зонах, а также в тундре и лесотундре. В горы поднимается до высоты 800 м над уровнем моря в Европе и до 2140 м на Алтае.

## Образ жизни и экология

### Биотопы
В Европе встречается в более сухих и открытых местах, чем травяная лягушка, в том числе на лесных опушках и полянах, на болотах, лугах, полях, в зарослях кустарников. В зоны тундры и степи, где тяготеет к водоёмам, проникает вместе с древесной растительностью, как правило по долинам рек.

### Питание
Взрослые особи питаются в основном наземными беспозвоночными, такими как малощетинковые черви, насекомые (чешуекрылые, полужесткокрылые, жуки, перепончатокрылые, двукрылые, стрекозы) и их личинки. В меньшей степени они охотятся на водных беспозвоночных (брюхоногие, плавунцы). Отмечались и случаи поедания других лягушек (на всех стадиях развития), в том числе своего вида.

### Враги и паразиты
Яйца и личинки остромордой лягушки могут поедаться головастиками травяной лягушки, которые вылупляются раньше. Кроме того, головастиков могут поедать водные насекомые, тритоны. Взрослые лягушки и сеголетки могут стать жертвами рыб (речной окунь, щука, налим), зелёных лягушек, пресмыкающихся (обыкновенный уж, обыкновенная гадюка, редко прыткая ящерица), птиц и млекопитающих (обыкновенная бурозубка, европейский крот, выхухоль, ежи, куньи, енотовидная собака, обыкновенная кутора, серая крыса, обыкновенный хомяк, азиатский бурундук, кабан). Чаще всего остромордых лягушек поедают обыкновенный уж, обыкновенная гадюка, малый подорлик, обыкновенный канюк, ворон, осоед, хорьки, енотовидная собака.
На остромордых лягушках могут паразитировать разнообразные плоские черви (моногенеи, трематоды, ленточные черви), скребни, круглые черви, кокцидии. Отмечены редкие нападения клещей, подкожные кладки оводов, а также миазы, вызванные личинками мухи лягушкоедки. Икру иногда поражают грибковые заболевания.

### Активность
Остромордая лягушка является более теплолюбивым видом, чем травяная. Взрослые особи активны при температуре воздуха +25—30 °C. Головастики предпочитают температуру воды +19,6—26,5 °C, хотя на северных границах ареала развиваются при более низких температурах.
Наиболее активны остромордые лягушки вечером, однако их можно встретить и днём, причём чаще, чем других бурых лягушек. В период размножения активны круглые сутки. При благоприятных условиях постоянно держатся в одних и тех же местах и не удаляются от них более чем на 25—30 метров. В то же время они могут совершать и дальние летние миграции в поисках более благоприятных и богатых кормом участков.
Всю жизнь, кроме сезона размножения, проводит на суше, используя в качестве убежищ корни деревьев и кустарников и ниши под кочками.

### Зимовье
При наступлении низких температур (0—4 °C) лягушки уходят на зимовку. Основная масса остромордых лягушек зимует на суше в ямах, норах грызунов, кучах листвы, в старых пнях, в подвалах, а также под камнями, в низких дуплах деревьев. В бесснежные зимы наблюдается массовая гибель в сухопутных зимовках. Некоторые особи проводят зиму в водоёмах, где могут встречаться до 60 особей. Длится зимовка с сентября-ноября по март-июнь, когда температура воздуха достигает 0—16 °C, а воды — 2—6 °C. В разных частях ареала зимовка длится от 4 до 9 месяцев в году.

## Размножение и развитие

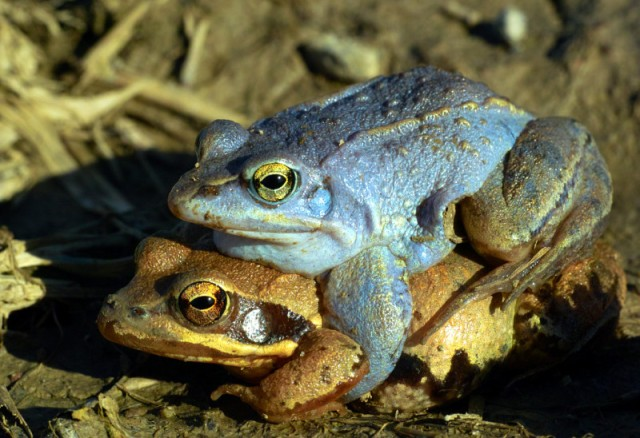
Амплексус

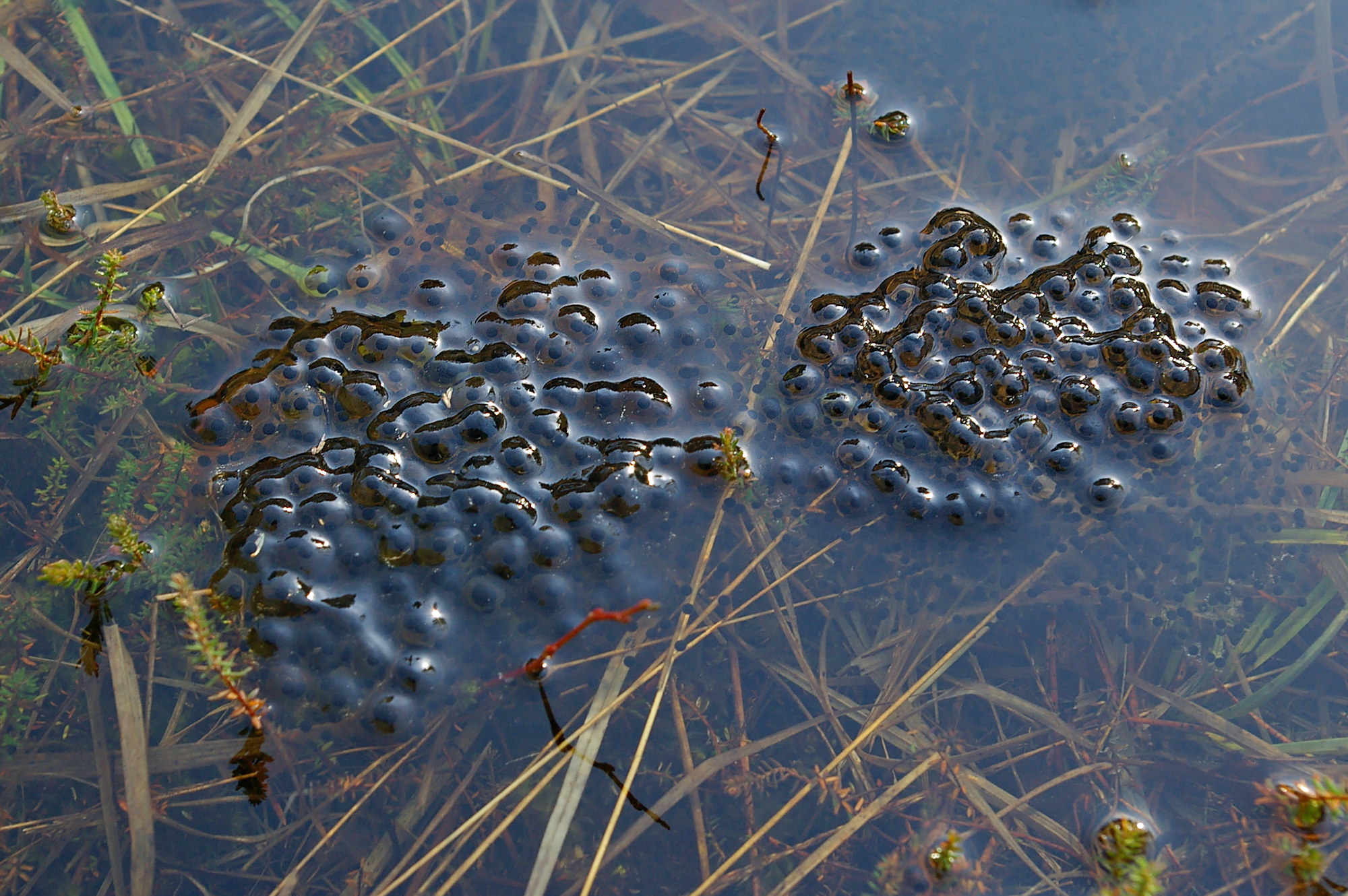
Икра

В марте—июне, через несколько дней после выхода из зимовок, лягушки приступают к размножению. Самцы в это время приобретают голубую окраску и образуют брачные хоры. Их крики напоминают лай или бульканье. Брачные пары образуются уже на суше и впоследствии мигрируют к водоёмам. Для размножения остромордые лягушки выбирают стоячие водоёмы глубиной до 2 м. Самцы заключают самок в подмышечный амплексус, причём иногда могут наблюдаться цепочки из одной самки и 3—4 самцов. Нередки смешанные пары травяной и остромордой лягушек, причём самцы травяной лягушки обхватывают самок остромордой чаще, чем наоборот. Кроме того, самцы остромордой лягушки могут обхватывать и держать ещё несколько суток мелких озёрных лягушек, а также трупы травяных и остромордых.
Самки уходят из водоёмов после икрометания. Самцы же делают это позже. Яйца откладывают на мелководных, хорошо прогреваемых местах глубиной 5—30 см. Часто самки устраивают групповые икрометания. В образовавшихся в ходе них скоплениях икры могут быть более сотни кладок. Это обеспечивает лучшую защиту зародышей от хищников и резких колебаний температур. Самцы остромордых лягушек из европейской части России и Украины демонстрировали защиту кладок.
Эмбриогенез длится от 6 до 14 дней. По его окончании из яиц выходят головастики общей длиной 5—8 мм. Скорость их развития зависит от температуры и других факторов. Головастики часто образуют скопления на прогреваемых мелководных участках. В этих скоплениях наблюдается эффект группы, ведущиё к ускорению развития более крупных головастиков и замедлению — более мелких. Питаются личинки зелёными, диатомовыми и некоторыми другими водорослями, высшими растениями, детритом и небольшим количеством водных беспозвоночных.
В июне—октябре происходит метаморфоз, в ходе которого головастик длиной 11—23 мм становится молодой лягушкой (сеголетком). В ходе метаморфоза лягушки не питаются. После него сеголетки начинают охотиться на клещей, коллембол и других мелких членистоногих. Все сеголетки зимуют на суше.
После второй—четвёртой зимовки лягушки достигают половой зрелости, причём самцы чаще созревают раньше. Кроме того, более раннее созревание характерно для особей морфы striata (со светлой полосой на спине). Живут лягушки, как правило, до 5 лет в южных частях ареала и до 8—9 лет на севере и в горах. Максимальная известная продолжительность жизни — 11 лет.